# Ланаркшир
Лана́ркшир (назва англійською: Lanarkshire) — колишнє графство у Шотландії, Велика Британія. Головне місто — Глазго, існувало як адміністративна одиниця з середньовіччя до 1975 року.
Розташування: Центральна Шотландія
Площа графства становить 2 300 км².
Населення становить 161 400 осіб (1951).

## Географія
- У центрі графства розташована річка Клайд (River Clyde) — одна з головних річок Шотландії.
- Графство поділяється на:
- Північний Ланаркшир (North Lanarkshire)
- Південний Ланаркшир (South Lanarkshire)

- Також включало частину міста Глазго, яке історично вважалось частиною Ланаркширу.

## Основні міста та селища
- Ланарк (Lanark) — історичний центр, стародавнє королівське місто.
- Гамільтон (Hamilton) — адміністративний центр Південного Ланаркширу.
- Іст Кілбрайд (East Kilbride) — одне з перших "нових міст" у повоєнній Великобританії.
- Ма́тервелл (Motherwell) і Ко́утбридж (Coatbridge) — великі міста Північного Ланаркширу.

- Рутерглен (Rutherglen) — одне з найстаріших міст Шотландії.

## Економіка та промисловість
У графстві розвинені такі галузі промисловості: чорна металургія, суднобудування, авіабудування, залізничне машинобудування, текстильна промисловість. Ведеться видобуток кам'яного вугілля.
- У XIX–XX ст. був індустріальним центром — видобуток вугілля, сталеливарна промисловість.
- Центр британської важкої промисловості під час індустріалізації.

- Сучасна економіка базується на сфері послуг, ІТ, освіті, легкій промисловості.

## Історія
- 📜 Історичне коріння ще з часів Вільяма Воллеса, який вперше підняв повстання проти англійців у Ланарку.
- У середньовіччі — важливий стратегічний регіон для шотландських королів.

- У 1975 році графство як адміністративна одиниця було скасовано, територію поділили на сучасні округи.

## Населення
У сучасному Північному і Південному Ланаркширі проживає понад 1 мільйон осіб (разом із Глазго).

## Культура і спадщина
- Відоме шотландськими традиціями, стародавніми замками, парками.
- Місце народження Вільяма Воллеса — національного героя Шотландії.

- New Lanark — об’єкт Світової спадщини ЮНЕСКО, експериментальне робітниче селище 18-19 ст.

## Транспорт
- Добре розвинене залізничне і автомобільне сполучення.

- Близькість до Глазго робить його важливим транспортним хабом для південно-західної Шотландії.

## Освіта і наука
У регіоні розташовано багато шкіл, коледжів, кампусів університетів (наприклад, Університет Західної Шотландії має кампус у Гамільтоні).